# Eco de la Exposición Regional (1882)
El diari Eco de la Exposición Regional fou fundat l'any 1882 amb motiu de l'Exposició regional de 1882, la qual li dona nom. Aquesta va tenir lloc a Vilanova i la Geltrú el mateix 1882 i es tractà d'una exposició de caràcter industrial i tècnic, una fira de mostres, un lloc de trobada per adquirir i mostrar les novetats en tots els camps de producció, tant científic com artístic.
L'Eco de la Exposición Regional va ser publicat per primera vegada el 18 de juny de 1882, amb el següent missatge, firmat per la redacció: 
“Antes de empezar nuestras tareas, tenemos que llenar un sagrado deber; el de tributar un testimonio de gratitud a los iniciadores y organizadores de la Exposición regional, á cuyo celo, desprendimiento è incansable actividad, se debe el grandioso espectáculo que estamos presenciando. No menos dignos de nuestros plácemes son los señores expositores que han acudido al llamamiento de la Junta Directiva de la Exposición, y han levantado instalaciones que son verdaderos monumentos de la Industria y de las Artes.
A unos y á otros deberá nuestra villa el poder enorgullecerse de haber abierto, con asombro de todos en los actuales momentos, la Exposición más importante, bajo todos conceptos, que hasta la actualidad se ha realizado en España.
Nos complacemos en consignarlo para satisfacción de los unos y los otros.

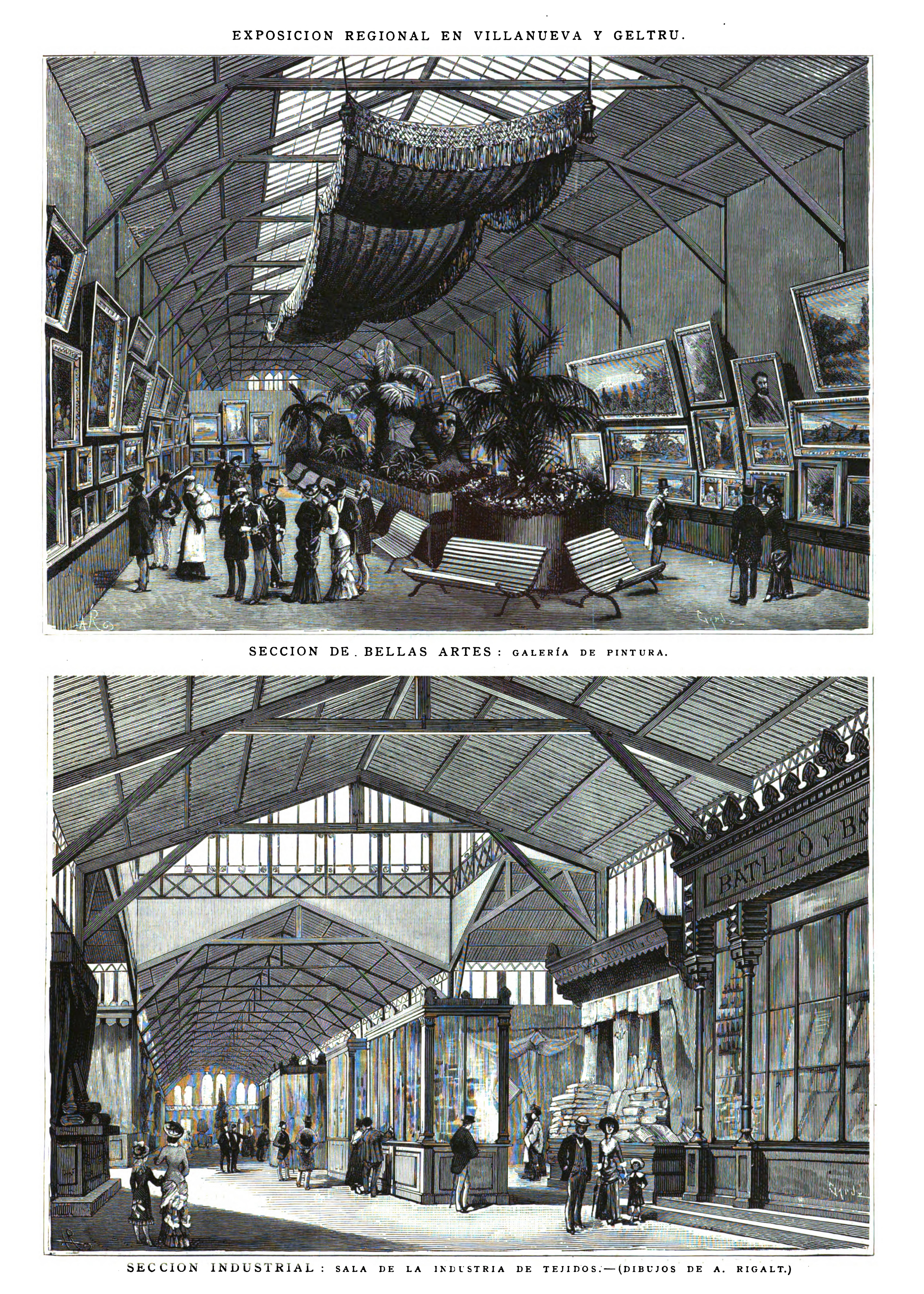
Exposició Regional de Vilanova i la Geltrú (1882)

Villanueva agradece sus esfuerzos, Villanueva les admira. Villanueva les saluda.”
Era un període informatiu setmanal, de quatre pàgines a dues columnes, de format 320 x 220 mm i imprès a l'Impremta del Ferrocarril. El preu del diari, el qual no servia subscripcions, eren dos quartos i aquest publicava textos tant en català com en castellà. També realitzava publicitat de negocis i comerços locals, majoritàriament.

## Història
Sota la consigna Anuncios, noticias y reclamos. No se sirven suscripciones. Se publica todos los días festivos, la qual es trobava a la primera pàgina del setmanari, s'incorporaven comentaris, articles i ressenyes en referència a les obres i/o elements que es trobaven a l'Exposició Regional de Vilanova i la Geltrú. El contingut, doncs, de la revista és informació respecte els esdeveniments, dades i obres que s'exposaven i reflexions sobre aquests. L'objectiu del periòdic era acostar el màxim l'exposició als lectors. A més, es podien trobar, entremig i al final de la revista, anuncis i publicitat varia.
A l'última edició, la quinzena, s'anuncia el següent: La Junta Directiva de la Exposición ha acordado cerrarla el día 31 de Octubre, por lo tanto las personas que desean visitarla, deben hacerlo por el presente mes.Així doncs, a la mateixa vegada que finalitzà l'Exposició Regional al municipi, es va aturar l'edició i publicació de l'Eco de la Exposición Regional. Concretament, l'última edició va sortir l'1 d'octubre de 1882.

## Directors i col·laboradors
- Director: Pare Eduard Llanas (1843-1904). Sacerdot, conferenciant, historiador, publicista, professor i col·laborador amb mitjans escrits, originari de Binèfar (Osca).

- Col·laborador: Josep Milà.

- Col·laborador:  Josep Verdú (1853-1885). Originari de Vilanova i la Geltrú. Fou un escriptor satíric i anticlerical i va col·laborar amb diverses revistes d'aquests respectius corrents. Va obtenir també diversos premis.

- Col·laborador: Manuel Creus (1856-1944). Escriptor i advocat. Amic de Víctor Balaguer i vocal vitalici del patronat de la Biblioteca Museu Víctor Balaguer.

- Col·laborador: Pere Prats.

- Col·laborador: Joan Oliva Milà (1858-1911). Impressor i bibliotecari, originari del Garraf. Va ser bibliotecari de la Biblioteca Museu Víctor Balaguer de Vilanova i la Geltrú. També va fundar la famosa impremta "Oliva de Vilanova". Públicà diverses obres i va guanyar concursos com el d'El Poble Català.

- Col·laborador: Isidre Sala Bordas (1850). Vilanoví. Marxà a Cuba per exercir de constructor d'instruments musicals. Al tornar, el 1882, va realitzar aportacions literàries en revistes com el mateix "Eco de l'Exposició Regional" o el "Diari de Villanueva". També va promoure a l'edificació de la famosa construcció modernista de Vilanova, la Casa Florenci Sala, en honor del seu germà.